# Call of Duty: Mobile
Call of Duty: Mobile é um jogo eletrônico free-to-play de tiro em primeira pessoa desenvolvido pela Tencent Games e publicado pela Activision para Android e iOS. Foi lançado em 1 de outubro de 2019.  O jogo recebeu mais de 20 milhões de downloads dentro de um dia de seu lançamento, ganhando mais de US $ 2 milhões em receita.

## Recepção
Com apenas 3 dias de lançamento, o jogo já havia sido baixado 20 milhões de vezes, arrecadado 2 milhões de dólares e se tornado o jogo mais baixado em 33 países na Play Store. Call of Duty: Mobile teve 100 milhões de downloads em uma semana de lançamento. Com um mês de lançamento, o jogo se tornou o segundo maior lançamento mobile da história, com 148 milhões de downloads, ficando atrás apenas do jogo Pokémon GO. Com 2 meses de lançamento, o jogo já havia sido baixado 170 milhões de vezes, e gerado uma receita de 86 milhões de dólares. O Estados Unidos é o país onde a popularidade de Call of Duty: Mobile é maior, pois o jogo foi instalado 28,5 milhões de vezes. A Índia vem na sequência com 17,5 milhões de instalações e o Brasil é o terceiro da lista com 12 milhões de instalações. Em votação popular pelo usuários da Google Play Store, Call of Duty: Mobile foi eleito o jogo do ano 2019.